# Pedro Cunha Cruz

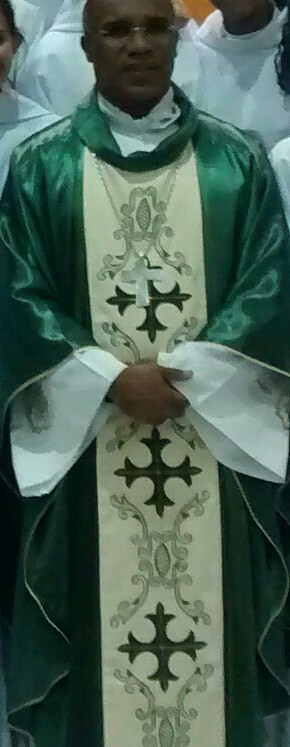
Pedro Cunha Cruz (2016)

Pedro Cunha Cruz (* 16. Juni 1964 in Rio de Janeiro, Brasilien) ist ein brasilianischer Geistlicher und ernannter römisch-katholischer Bischof von Nova Friburgo.

## Leben
Pedro Cunha Cruz empfing am 4. August 1990 durch den Erzbischof von São Sebastião do Rio de Janeiro, Eugênio Kardinal de Araújo Sales, das Sakrament der Priesterweihe.
Am 24. November 2010 ernannte ihn Papst Benedikt XVI. zum Titularbischof von Agbia und zum Weihbischof in São Sebastião do Rio de Janeiro. Der Erzbischof von São Sebastião do Rio de Janeiro, Orani Tempesta OCist, spendete ihm sowie den gleichzeitig ernannten Weihbischöfen Nelson Francelino Ferreira und Paulo César Costa am 5. Februar 2011 die Bischofsweihe; Mitkonsekratoren waren der emeritierte Bischof von Nova Friburgo, Rafael Llano Cifuentes, und der Bischof von Valença, Elias James Manning OFMConv.
Papst Franziskus ernannte ihn am 20. Mai 2015 zum Koadjutorbischof von Campanha. Mit dem altersbedingten Rücktritt seines Vorgängers Diamantino Prata de Carvalho OFM folgte er diesem am 25. November 2015 als Bischof von Campanha nach.
Am 2. Juli 2025 bestellte ihn Papst Leo XIV. zum Bischof von Nova Friburgo.